# Tedi Spalato
Tedi Spalato (rodnim imenom Tadija Bajić), (Split, 1954.) je hrvatski kantautor dalmatinske zabavne glazbe, skladatelj, instrumentalist, glazbeni producent i dobitnik Porina. Prepoznatljiv je po tihim dalmatinskim šansonama s intimnim poetskim tekstovima. Kritičari njegovu glazbu opisuju kao spretan spoj klasične dalmatinske pjesme, šansone, jazza i world music elemenata.

## Karijera
Rođen je u Splitu u obitelji glazbenika amatera, a podrijetlom je iz Potpoletnice u općini Zadvarje. Prve glazbene poduke stječe u obitelji, kao i od profesora Marinka Katunarića i Ljube Stipišića.
Tedi Spalato do 18. godine svira i pjeva u lokalnim klapama i grupama, kada pristupa sastavu "Anima", gdje proučava soul i jazz glazbu. Do 1982. je bio studijski glazbenik, kada postaje gitarist sastava More. More je poznato po tome da su njegovi članovi bili brojni kasnije poznati glazbenici, uz Spalata i Oliver Dragojević, Meri Cetinić, Jasmin Stavros, Doris Dragović i Remi Kazinoti.
Godine 1985. započinje solističku karijeru, a paralelno u HNK Split nastupa u operetama, dramskim i baletnim predstavama.
Tedi Spalato ima iza sebe nekoliko nastupa na domaćim i inozemnim festivalima zabavne glazbe, a najvjerniji je bio Splitskom festivalu, na kojem se pojavljuje od 1980-ih. Poznat je i po suradnji s mnogim eminentnim glazbenicima, među ostalima s Gibonnijem, Oliverom Dragojevićem, Meri Cetinić, Zoricom Kondžom, Ljupkom Dimitrovskom, Marijanom Banom i Tamarom Obrovac.
Višestruko je nagrađivan na festivalu šansone u Šibeniku, a dobitnik je i tri nagrade Porin.

## Festivali
- Splitski festival 1986.
- Splitski festival 1988.
- Melodije Jadrana 1999.
- Splitski festival 2015.

## Diskografija

### Kao član skupine More
- "Hajde da se mazimo" (1983.)

### Kao samostalni izvođač
- "Dalmatinska pismo moja" (1998.)
- "Ponoćka" (EP - 1999.)
- "Live in Lisinski" (2000.)
- "Kao da se vrime" (2001.)
- "Dalmatinska pismo moja" - reizdanje (The Best Of) (2003.)[3]
- "Lipote gladan, ljubavi žedan" (2005.)
- "Kadenca"  (2009.)

### Kao producent
- "Zvona zvone" - Ljupka Dimitrovska (1990.)

### Najveći hitovi
- Konoba (s Meri Cetinić)
- Dalmatino povišću pritrujena (s Josipom Gendom)
- Dobro ti more bilo
- Sve ću preživit
- More snova
- Lipote gladan, ljubavi žedan